# جامعة تشيرنوفتسي الوطنية
جامعة تشيرنوفتسي الوطنية مؤسسة تعليم عالي أوكرانية، (بالأوكرانية: Чернівецький національний університет імені Юрія Федьковича) هي جامعة تقع في تشيرنيفتسي أوبلاست، أوكرانيا. تأسست هذه الجامعة في سنة 1875